# Vesicularia argentinica
Vesicularia argentinica är en bladmossart som beskrevs av Brotherus 1918. Vesicularia argentinica ingår i släktet Vesicularia och familjen Hypnaceae. Inga underarter finns listade i Catalogue of Life.